# 馬尼拉海鯰
馬尼拉海鯰為輻鰭魚綱鯰形目海鯰科的其中一種，分布於亞洲菲律賓半鹹水水域，體長可達29.6公分，棲息在沿海、河口區，底棲性魚類，屬肉食性。

## 擴展閱讀
維基物種上的相關：馬尼拉海鯰